# Giro di Toscana 1925
Il Giro di Toscana 1925, terza edizione della corsa, si svolse il 13 luglio 1925 su un percorso di 280 km. La vittoria fu appannaggio dell'italiano Nello Ciaccheri, che completò il percorso in 10h25'51", precedendo i connazionali Marco Giuntelli e Giovanni Del Taglio.
I corridori che presero il via da Firenze furono 36, mentre coloro che tagliarono il medesimo traguardo furono 21.

## Ordine d'arrivo (Top 10)
| Pos. | Corridore           | Squadra         | Tempo     |
| ---- | ------------------- | --------------- | --------- |
| 1    | Nello Ciaccheri     | Legnano-Pirelli | 10h25'51" |
| 2    | Marco Giuntelli     | Atala           | a 4'43"   |
| 3    | Giovanni Del Taglio | -               | a 4'48"   |
| 4    | Angiolo Gabrielli   | -               | a 5'23"   |
| 5    | Adriano Zanaga      | -               | a 10'09"  |
| 6    | Emilio Petiva       | -               | s.t.      |
| 7    | Domenico Piemontesi | Ancora          | s.t.      |
| 8    | Gianbattista Gilli  | -               | a 14'32"  |
| 9    | Angelo Marchi       | -               | a 14'55"  |
| 10   | Riccardo Gagliardi  | -               | a 19'00"  |